# Euselasia sergia
Euselasia sergia är en fjärilsart som beskrevs av Frederick DuCane Godman och Osbert Salvin 1885. Euselasia sergia ingår i släktet Euselasia och familjen Riodinidae. Inga underarter finns listade i Catalogue of Life.